# ゴエモン 新世代襲名!
『ゴエモン 新世代襲名!』（ゴエモン しんせだいしゅうめい!）は2001年12月20日にコナミからPlayStation用に発売されたアクションゲーム。がんばれゴエモンシリーズの1つ。
2002年2月28日には『ゴエモン ニューエイジ出動!』がゲームボーイアドバンス用タイトルとして発売された。

## ゲーム内容
エリアマップ式のアクションゲームとなっており、基本攻撃やサブウェポンなどの大枠も過去作を踏襲している。
今作独自の要素として、お尋ね者妖魔や、ステージをノーダメージでクリアした際に贈られる「ノーダメージ勲章」などのやりこみ要素が追加されている。また、今回はサブウェポンが小判ではなく専用のエネルギーゲージを消費して使われるようになった。エネルギーゲージは敵が落とす電池を取ることで回復できる。

## ストーリー
海外留学に出かけたものの落第してしまい、世界のあちこちを放浪した末NIPPONに帰ってきたゴエモン。久々に帰ってきた彼が見たものは荒れ果てたEDOの町だった。どこからともなく現れた魔物・妖魔が暴虐の限りを尽くし始め、さらには将軍までもが妖魔に操られて行方不明になってしまったのだという。
EDOきっての警備組織「ご組」の頭に命じられ、ゴエモンは将軍を救出すべく新入りのエビスと共に旅に出るのだった。

## キャラクター
これまでのシリーズよりも後の時代を舞台とした近未来調の世界観となっており、登場キャラクターも一新されている。

### プレイヤーキャラクター
プレイヤーのライフ（体力）は3メモリ（1メモリにつきダメージ2回まで耐えられる。例外あり）、残機数は3。ライフはAREA2・5に1つずつ隠されているハートを取ると半メモリ分増やすことができる（4個で計2メモリまで増やせる）。ライフがなくなる、穴に落ちる、時間内にクリアできないなどで残機が減り、残機がなくなるとゲームオーバー。コンティニューは何度でも可能だが所持金が半分になる（初期値である100G以下にはならない）。
各キャラクターには能力が「攻撃力」「素早さ」「ジャンプ力」の3つに分けられており、S･A･B･Cの四段階ある。Sが最も高くCが最も低い。それぞれメインウェポンを1つ、サブウェポンを2つ、特殊能力を1つずつ持っている。
メインウェポンはパワーアップボールを取ることによって3段階までパワーアップし、ダメージを受けるとパワーダウンする。過去作と異なり、ダメージを受けた際はパワーアップボールが飛び出すようになっており、すぐに取り戻すことができる。クリア後、あるイベントで「ノーダメージ勲章」を一定数以上持っていれば4段階までパワーアップできる。4段階目の武器はそれぞれ特殊な効果がある。サブウェポンを使用する際はエネルギーゲージが減少し、消費量より少なくなると使えなくなる。メインウェポンのパワーアップ状況やエネルギーゲージはキャラクターごとに独立しており、コンティニューしても回復しない。
ゴエモン
声 - 森久保祥太郎
能力 - 攻撃力：A 素早さ：B ジャンプ力：B
主人公。「ご組」の若頭で、世界放浪の旅から帰ってきたばかり。頭に命じられて騒動解決に乗り出す。
突出して高い能力はないが、4人の中では能力のバランスが取れたオーソドックスなタイプ。多くの局面で活躍できる。
- メインウェポン：キセル→シルバーキセル→ゴールドキセル→プラチナキセル
- サブウェポン1：G-マグナム
  - 小型の銃からエネルギー弾を発射する。エネルギーゲージの消費は少なめ。

- サブウェポン2:G-ブラスター
  - 大型の銃から敵を貫通する巨大なエネルギー砲を発射する。エネルギーゲージの消費は多め。

- 特殊能力：電磁キセル
  - 過去作のチェーンキセル同様、遠くへ伸ばして敵を攻撃したり、青いブロックに引っ掛けてワイヤー移動の要領で離れた場所に移動できる（違いはチェーン部分が電磁ワイヤーになっている点）。

エビス
声 - 川澄綾子
能力 - 攻撃力：S 素早さ：C ジャンプ力：C
「ご組」の一員。ゴエモンに憧れを抱いている、少し照れ屋なメカマニアの少女。ご組に入りたての新人で、頭に命じられてゴエモンのパートナーになる。
持ち前の技術力からチームのブレーン的な役割を持ち、ゴエモンインパクトの改造も彼女が行った。ユイとは犬猿の仲。
素早さ・ジャンプ力は最低で移動には向いていないが、攻撃力は全キャラクター中最高。体力が高いボス敵との戦いなどで活躍する。
エビス丸との関係は不明。
『ムゲンボーグ』にゲスト参戦している。使用するムゲンボーグ「インパクトMk2」はキセルなどの武器で攻撃する。
- メインウェポン：ピコピコハンマー→ビッグピコハンマー→メガトンハンマー→ねこにゃんハンマー
- サブウェポン1：花火爆弾
  - 小さな爆弾を投げつけて攻撃する。エネルギーゲージの消費は少なめ。

- サブウェポン2:ワイドスターマイン
  - 上空に大量の爆弾を打ち上げて攻撃する。エネルギーゲージの消費は多め。

- 特殊能力：爆発ピコハンマー
  - ハンマーのマークが書かれた特殊なブロックを破壊できるハンマー。攻撃にも使えるが、威力は低い。書籍によっては「爆裂ピコハンマー」表記の場合もある。

ユイ
声 - 高田由美
能力 - 攻撃力：B 素早さ：S ジャンプ力：A
ゴエモンの幼馴染で、御公義のくノ一。将軍を探す隠密行動の最中だが、本人は任務そっちのけでいい男探しに夢中。エビスとは犬猿の仲。AREA2から使用可能となる。
攻撃力は低めだが、素早さに突出しており、ジャンプ力も2番目に高い。素早い敵との戦いで活躍できる。メインウェポンの段階によって連撃が可能。
ゴエモンシリーズでのヤエとの関係は不明。
『ムゲンボーグ』ではフィールドに彼女らしきキャラがおり名前もユイ。
- メインウェポン：名刀夜桜→名刀彼岸桜→名刀八重桜→名刀桜吹雪
- サブウェポン1：手裏剣
  - 小さな手裏剣を投げつけて攻撃する。エネルギーゲージの消費は少なめ。

- サブウェポン2:誘導手裏剣
  - 十字キーで方向を操作できる巨大な手裏剣を投げて攻撃する。ユイがダメージを受けるか、手裏剣が画面外に出るか、一定時間経つまで自由に操作できる。エネルギーゲージの消費は多め。

- 特殊能力：ドルフィンダイブ
  - 水中にもぐれるようになる。人魚変化の術と性質は同じ（ただし操作性が大きく異なる）。使用中は超音波で攻撃できるが、敵の動きを短時間止めるだけで倒すことはできない。

サスケMarkII
声 - 小桜エツ子
能力　攻撃力：C 素早さ：A ジャンプ力：S
正式名称「サスケMk-Ⅱ SN4aQS1003」。MK-2はご公儀カラクリロボ・サスケシリーズの中でも高性能な改良型として知られている。元の主人の命により、ゴエモンたちと行動を共にする。AREA3から使用可能となる。
攻撃力は最低だが、ジャンプ力が最も高く素早さも2番目に高い。特殊能力もあって穴が多いステージなどで活躍する。
がんばれゴエモンシリーズのサスケとの関係性は不明。
- メインウェポン：クナイα→クナイβ→クナイγ→クナイΩ
  - 上方向および伏せているときはちょんまげ攻撃になる。

- サブウェポン1：バズーカ
  - バズーカからミサイルを発射して攻撃する。エネルギーゲージの消費は少なめ。

- サブウェポン2:ホーミングバズーカ
  - 敵をある程度追尾するミサイルを大量に発射する。エネルギーゲージの消費は多め。

- 特殊能力：ホバリング
  - 背中のバーニアで滑空できる。上昇は出来ず移動中は無防備になってしまうが、移動可能な距離は非常に長く、遠く離れた足場にも到達できる。

### 敵キャラクター
全て元は善良ながら妖魔によって操られた者たちである。
ハンゾウ
声 - 千葉進歩
甲信越忍軍の頭で、最後に将軍の消息を伝えた。妖魔に取り憑かれてしまい、EDOタワーを占拠し、そこを本陣として町を荒らしている。戦闘では常に飛行移動を行い、素早い動きでこちらを翻弄する。AREA1のボスキャラクター。インパクト「不如帰（ほとどぎす）」を操る。
コジロウ
声 - 小西克幸（PS版）
青年剣士。ムサシとはライバル関係にある。現在は妖魔に取り憑かれている。女性のような口調で話し、屈強な男をはべらせて生活しているなど男色家の傾向があり、ベンケイを敬愛している。戦闘ではムカデのような特殊な刀を操る。AREA2のボスキャラクター。
ベンケイ
声 - 谷口節
ヨシツネに忠義を誓う武将。日本掌握の野望を持ちはじめたヨシツネに不信感を覚え、その心の隙間を妖魔に付け込まれてしまう。戦闘ではミサイルやガトリング砲などを装備し、高い火力で攻めてくる。AREA3のボスキャラクター。インパクト「大槌（おおづち）」を操るが、「大槌」はGBA版には登場しない。
ヨシツネ
声 - 斎賀みつき
青年武将。中性的な容姿の美少年で、ベンケイいわく行く先々で女性たちが寄ってくるらしい。妖魔に取り憑かれ、日本掌握の野望に目覚めてしまう。戦闘では刀と巨大な笛を武器として使い、姿を消したまま斬撃の残像で攻撃を行う。AREA4のボスキャラクター。倒しても妖魔の呪縛は解けず、後にAREA5にて再登場し、インパクト「鵺（ぬえ）」を操る。AREA6では一時的にプレイヤーが操作できる。
ムサシ
声 - 渡辺明乃（PS版）
剣豪の少女。コジロウとはライバル関係にある。他のキャラクターと違い、ひたすら強さを求めるあまりに自ら妖魔と融合する道を選んだ。戦闘では2本の愛刀を武器に炎と氷の技を繰り出してくる。AREA5のボスキャラクター。

### インパクト
味方側が操るお馴染みのゴエモンインパクトの他、本作では敵側も明確にインパクトと呼称される大型からくりメカを操る。外観はコミカルなからくり人形風だった旧作と異なり、近未来調の世界観に合わせてリアルロボットのようなデザインになっている。
ゴエモンインパクト
ゴエモンたちが乗り込む巨大からくりメカ。本作では「『ご組』に伝わる伝説の巨大兵器」とされており、エビスの改良によって外見が変わっている。戦闘機のような形態に変形して飛行移動も可能。戦闘で使う必殺技は、名称や見た目こそ異なっているものの、性質は過去のインパクトの必殺技と似通ったものが多い。
専用のほら貝で呼び出していた旧作に対し、本作ではゴエモンのキセルを高く点に掲げ、「来い！」と呼びかけることによって飛来する。
HIDE IMPACT 不如帰（ほとどぎす）
ハンゾウが操る巨大からくりメカで、AREA1のインパクトボス。迷彩服を模したカラーリングが施されている。軽量・高速化を目標に製作されており、装甲（体力を表す）は他のインパクトに比べて薄いが、素早い動きに加えて分身などのトリッキーな行動が可能となっている。
HEAVY IMPACT 大槌（おおづち）
ベンケイが操る巨大からくりメカで、AREA3のインパクトボス。重厚な外見をしており、それに比例して装甲も非常に厚く防御力が高い。ミサイル・爆弾・槌・バルカン砲を装備しており、搭乗者のベンケイ同様高い火力を有している。なお、GBA版は登場しない。
BLACK IMPACT 鵺（ぬえ）
ヨシツネが操る巨大からくりメカで、AREA5のインパクトボス。漆黒の体に巨大な鎌を持ち、死神を思わせる風貌をしている。複数の光る鳥に分裂することが可能なほか、頭部には最終兵器として強力なキャノン砲が搭載されている。攻撃力・防御力・機動力の全てに優れた強力なからくりメカである。

### その他
お頭
声 - 松本保典（PS版）
ご組の頭だが、現在は妖魔との戦いで負傷しており、腕にギプスを付けている。容姿や声優は初代ゴエモンと同じだが、目元が陰になって隠れており、正体は秘密とされている。
キヨ姫
声 - 松井菜桜子
妖魔軍団を束ねる頭領。ランドセルを背負った幼い少女の容姿をしているが、凄まじい妖力を秘めている。本作のラストボス。戦闘では鬼と甲殻類が融合したような異形の姿へと変化する。ゴエモンたちに倒された後、将軍を攫ったのは鷹狩りに来た彼を見て一目惚れしたためであると明かす。その想いが将軍に届くことはなかったが、今度は自分が妖魔であろうと受け入れてくれたゴエモンに惚れてしまう。
トキタダ
GBA版オリジナルキャラクター。GBA版での事件の黒幕でラスボスはキヨ姫ではなく、彼に変更されている。
将軍
声 - 不明
EDOを束ねる人物。キヨ姫率いる妖魔軍団に誘拐される。キヨ姫が妖魔であることが原因で交際には難色を示していたが、当のキヨ姫がゴエモンに惚れてしまったため「わしも応援しておるぞ」などと胸をなでおろしていた。

## ゴエモン ニューエイジ出動!
2002年2月28日にゲームボーイアドバンス用のアクションゲームとして発売された。

### PS版との相違点
- PS版にあった各ムービー、ボイスがカットされ、静止画と字幕によるデモシーンパートのみとなった。
- AREA数が6から4に減っている。また、同じステージでも仕掛けが異なっている。
- 使用可能なキャラクターがゴエモン、エビスの2人のみとなっており、ユイ、サスケmark2の2人はヨシツネと同じく一部のステージのみのゲスト参戦に留まっている。
- 水中ステージでのユイの衝撃波で敵を倒すことができるようになり、パワーアップアイテムをとることで衝撃波の威力が上がる。
- ボスキャラクターの中でコジロウ、ムサシの2人は登場せず、ムサシについてはステージ自体登場しない。そのためAREA2のボスがベンケイ、AREA3のボスがヨシツネ&鵺となっており、大槌は登場しない。
- GBA版ならではのオリジナルステージが用意されている。
- ストーリーに多少の変更がみられる。それに伴い、デモシーンの会話内容が刷新され、ラスボスもオリジナルキャラクターに変更されている。
- BGMの大半が刷新されており、『でろでろ道中』『もののけ双六』からの新規アレンジ曲が使用されている。

## 漫画版
2001年に『コミックボンボン』で漫画化もされた。作者は津島直人。全4巻。ゲーム本編のコミカライズは3巻で完結し、4巻分はゴエモンたちの少年時代を描いた「キッズ編」となっている。

### ストーリー
1巻
時は大江戸2001。将軍が妖魔に攫われ追跡にあたった御庭番衆まで消息を絶ち、さらに妖魔の跳梁跋扈によって江戸は大混乱に陥っていた。老中から依頼を受けた大江戸警備隊ご組のおカシラは、ご組も壊滅状態の中、唯一負傷していない新人隊員エビスを送り出す。必死になって巨大妖魔と戦うエビスだが力及ばず命を落としかけたその時、一人の少年が飛び込むや否やキセルを振るって妖魔を撃退する。彼こそは武者修行の旅から帰ってきた新世代のゴエモンであった。御庭番のユイからEDOタワーに妖魔の拠点があると聞いて向かったゴエモンたちは、そこでハンゾウと交戦する。戦いの中で彼が妖魔に取り憑かれただけだと見抜いたゴエモンは、ユイらの協力のもとハンゾウを妖魔から解放する。ハンゾウに妖魔を憑依させたというコジロウを追跡する前に、ゴエモンとエビスは先代からサスケMarkIIの再起動を命じられる。しかしキヨ姫からゴエモン誘拐を指示されたコジロウは既に先回りしており、妖魔に洗脳されたサスケはゴエモンに襲いかかる。ゴエモンを助けようとしたエビスは、サスケをハッキングしてる妖魔を排除するためシステムに介入を試み、見事妖魔を撃退する。しかしそこにコジロウが現れ、エビスは正気を取り戻したサスケと共に立ち向かう。
2巻
サスケとの連携でコジロウと戦うエビスだったが、うっかりゴエモンに攻撃を当てて、結果的にゴエモンを拉致されてしまう。コジロウの目的はゴエモンのみならず、封印されていた巨大からくり兵器ゴエモンインパクトであった。強奪されたインパクトの中で目覚めたゴエモンはコジロウとの空中戦を経て、妖魔化したコジロウを異様な力でもって退ける。ゴエモン自身もかつて妖魔に憑依されながら、それを制御したことで先代に認められてゴエモンを襲名した過去があったのだ。だがその強さに興味を抱いたムサシが現れ、ゴエモンは決闘を挑まれる。
3巻
美人の女に手はあげないというゴエモンに激高したムサシは猛攻を加えるが、ゴエモンは言葉通り防御ばかりで攻撃をしない。ただ一人で最強を目指すと豪語するムサシに対し、ゴエモンは皆と一緒になって強くなる事を説いて、彼女の技を打ち破る。結局は自分が大好きな父親に認めてもらいたかっただけだということに気づいたムサシは、父に似た面影をゴエモンに見て彼に恋心を抱く。だがそこにアマクサが現れ、エビスを攫ってしまう。アマクサの繰り出す巨大妖魔に苦戦するゴエモンは、寝返ったコジロウが回収してきたゴエモンインパクトを起動することでこれを退けるも、エビスを敵の本拠地逆さ城へ連れ攫われてしまう。先代や仲間たちと共に逆さ城へ乗り込んだゴエモンたちは、将軍を助け、アマクサに操られていただけのキヨ姫を解放することに成功。しかしアマクサはエビスに妖魔を憑依させ合体することで強大な妖魔となり、ゴエモンたちに襲いかかる。ゴエモンはエビスの心の強さを訴えて彼女を解放し、さらにアマクサまでも救おうとするが、アマクサは手を差し伸べられたことに満足して、崩壊する逆さ城から自分の命と引換えにゴエモンたちを帰還させる。そしてゴエモンはまだ日本中に残る妖気の原因を探るために旅立ち、ユイに後押しされたエビスがその後を追いかけて物語は幕を下ろす。
4巻（キッズ編）
本編より数年前、ご組に引き取られたゴエモンはその力を駆使して妖魔と戦っていたが、有り余るパワーを制御できずいつも街を壊してばかりいた。さらにゴエモンは妖魔との戦いにエビスを巻き込んで怪我をさせてしまい、それをエビスが弱いせいだと言い訳したことで先代に叱られてしまう。ゴエモンはエビスに怪我をさせた罪悪感や先代への反発から、一人でお尋ね者妖魔を退治しようとご組を飛び出してしまう。同じ目的で妖魔退治に来たユイに窮地を救われ、後を追いかけてきたエビスと合流したゴエモンは、アマクサの配下であるDrプリオと対決する。だが強力な妖魔を相手に子どもたち三人では刃が立つはずもなく、窮地に陥ったゴエモンは妖魔の力を暴走させてしまったばかりか、それを逆に奪われて力を失ってしまう。だが打ちのめされたゴエモンを救ったのは、勇気を振り絞って立ち上がったエビスだった。彼女の姿から勇気、真の強さの意味を理解したゴエモンは奮起して、ユイの援護のもと妖魔を撃退することに成功する。無事に帰ったゴエモンは先代と相談の上、武者修行の旅に出る事を決意。エビスとどちらが先に一人前の江戸っ子になるか競争することを約束し、広い世界へと旅立っていった。

### キャラクター
多くに対して原作と異なる設定がなされている。
ゴエモン
ご組のおカシラからその名前を受け継いだ若者。「江戸っ子」という事にこだわりを持っており、器が大きく気持ちの良い男として描かれている。留学先で落ちこぼれたという原作と異なり、未熟だった頃のキッズ編を除き、破天荒ながらも優秀な若者という扱いで、作中ではユイや先代からその性格をからかわれる事はあっても、キッズ編、先代およびサスケMarkII、アマクサ以外では苦戦する描写はない。幼少期にエビスとどちらが先に一人前の江戸っ子になるか競争する約束をして武者修行に旅立ち、本編冒頭で帰還、皆と共に妖魔に立ち向かっていく。
かつて妖魔に憑依されていた過去がある。またその頃から強靭な精神力で妖魔に支配されず、制御に成功していた事からおカシラに新世代ゴエモンとして見込まれた。当初は力を持て余して街を破壊してしまっていたが、エビス、ユイとの交流を経て扱いを学び、その後に憑依していた妖魔は抜けたが、体に残された妖魔の力を戦闘で使うこともある。また、妖魔の力を使用すると瞳が対極図のような形に変化する。
幼少期は力に振り回されて傲慢な部分があったが、弱くても立ち上がるエビスの姿を見たことで改善され、敵であっても助けようとする、美人には決して手をあげないといった信念を最後まで貫く。そのためアマクサを救えなかった事に後悔の涙を流し、エピローグでは未だ日本中に残る妖気の源を断つために旅立った。
エビス
ゴエモンの幼馴染の少女。原作に比べるとやや天然気味で、ドジ、泣き虫で臆病だががんばりやな性格。事実上メインヒロインとして扱われている。甘味処を営むおみつの親戚で、幼少期はお店の手伝いをしていた。必死に皆についていくが射撃の腕はまるでダメで、戦闘面ではまったく活躍できない描写が目立ち、それがコンプレックスとなっている事が終盤の展開に繋がっていく。一方でメカニックについては強く、妖魔とのハッキング対決などでは勝利している。また決して諦めない姿勢は皆に評価されているが、彼女自身は気づけていない。
終盤ではアマクサに誘拐され、ゴエモンの憎悪を引き出すための人質として扱われた。そして自分に対するコンプレックスをアマクサにつけこまれて妖魔を憑依させられ、アマクサをパワーアップさせてしまう。しかしゴエモンから子供時代に妖魔からゴエモンを守った思い出を語られ、妖魔の支配を振り切って脱出。アマクサを倒した後はユイに背中を押され、ゴエモンの後を追いかけていった。
武器は原作におけるゴエモンのGマグナムと思しき銃。後半および幼少期はハンマーも使った。
ユイ
ゴエモン、エビスの幼馴染の少女。御庭番として将軍探索の使命を帯びてはいるが一応正体は隠しており、ほぼバレバレではあるもののあくまでゴエモンとエビスの手伝いをするといった体で同行する。作中ではハンゾウに好意を抱き、本気かどうかはともかくアプローチを繰り返していた。またエビスとは仲が良く、エビスのゴエモンへの片思いをからかいつつ応援しており、エビスは女性らしいユイに憧れているといった関係。またエビスのメカニックとしての腕を幼少期から高く評価している。ゴエモンに対しては「使いっぱ」「アホザル」呼ばわりしているが、幼少期から友達として大事に思っており、ゴエモンが夢者修行の旅に出た時はしょんぼりとしていた事が描かれている。
サスケMarkII
ほこらに封印されていた自立型絡繰人（オートマトン）。かつては先代（お頭）と共にお江戸の平和を守っていた。如何なる理由からかゴエモンインパクト共々封印されており、コジロウによって妖魔を憑依され操られていたが、ゴエモン、エビスらによって再起動し、行動を共にする。ゴエモンインパクトのパーツとして開発されているため、インパクトを操縦する事が可能。また製作者はチャイナから来た天才発明家・唐繰平（からくりべい）と設定されている。ゲーム版とは口調や性格が大幅に変更されている。
ゴエモンインパクト
世に大乱ありし時に目覚める日の本の守護神。如何なる理由からかサスケMarkII共々封印されており、当初は巨大な飛行用カラクリメカだと思われていた。コジロウによって奪取されたことで一時行方不明になるが、アマクサの巨大妖魔に苦戦するゴエモンを見かねた彼によって返却され、ゴエモンインパクトとして再起動した。こちらの製作者も唐繰平であり、エビスは改造など含めて一切関わっていない。
ボスキャラクターたちは戦闘中に妖魔の姿に変身してパワーアップすため、敵とのインパクト戦はアマクサとの対決まで存在しない。またインパクトは内部でサスケが操作しており、ゴエモンは外部から指示を出すのみで搭乗することはなかった。
おカシラ
大江戸警備隊ご組の頭。度重なる妖魔の襲撃で負傷しており療養中であったため、妖魔討伐にエビスを送り出した。調子の良い人物だが実力と人格は本物で、江戸の平和と人々を守る事に責任感を持っており、幼少期からゴエモンらの成長を優しく、厳しく、しっかりと見守っている。加えてゴエモンが苦戦するアマクサを飛び蹴り（お頭セクシーヒーローレボリューションキック）一発で吹き飛ばすなど、ゴエモン以上の強さを持っている事がはっきりとしている。しかし療養直後の無茶と年齢が祟り、エピローグでは筋肉痛で動けなくなってしまっていた。また、先代のゴエモンであることが確定となっている。中盤でゴエモンがその名前を襲名した過去が描かれた際に先代ゴエモンとしての正体がはっきりと描かれ、終盤では初代ゴエモンインパクトのようなロボットを操って救援に現れた。また初登場時は顔に影が落ちていたが、回想シーンでゴエモンの名前を託した場面以降は顔が完全に描かれている。
ハンゾウ
キヨ姫に仕える四天王の一人。もとは将軍直属の伊賀忍軍の頭領であったが、コジロウによって妖魔を憑依させられ、将軍を誘拐した。EDOタワーに潜伏して市中へ妖魔を放っていたが、駆けつけたゴエモンらによって憑依していた妖魔を倒され、正気を取り戻す。素の性格は生真面目で堅物な人柄で、ゴエモンに深い恩義を懐き、以後は協力者として共に戦っていく。またハンゾウの部下たちも同様にレギュラーキャラクターとなる。
コジロウ
キヨ姫に仕える四天王の一人。キヨ姫からの命令を受けてハンゾウの妖魔憑依、ゴエモンの拉致、ゴエモンインパクトの確保などに暗躍していたが、ゴエモンによって倒され、ムサシに粛清されかけたところを救われる。以後はゴエモンに友人として協力するようになるが、その真意は同じ妖魔の力を持つ者として正反対の人物であるゴエモンとアマクサの行末を見届けるためというものであった。最終決戦後は伊賀忍軍に加わった模様。部下として一つ目玉の妖魔を引き連れている。
ムサシ
キヨ姫に仕える四天王の一人。キヨ姫からの命令とゴエモンの強さへの興味から、ゴエモンに決闘を挑む。幼少期から強さを追い求め、相手を打ち負かして勝つ、一人で行く最強を目指していたが、ゴエモンから皆で協力して強くなっていく道を説かれて敗北。実際は大好きな父に喜んでもらいたかっただけだという事を思い出し、ゴエモンに父の面影を見て恋心を抱いた事で、以後はゴエモンの協力者となる。
ヨシツネ、ベンケイ
キヨ姫に仕える四天王。影で暗躍するのみで、実際にゴエモンと戦闘することはなかった。エピローグでは本来の所属が名称不明の鬼率いる「真・妖魔軍団」である事が明かされたが、実際に戦うことは無く連載は終了した。
キヨ姫
妖魔衆宗主。ワガママで気まぐれな性格で、興味本位で将軍を攫ったり、ゴエモンの拉致を命じたり、反対するアマクサを妖術で制裁したりするなどの振る舞いを見せる。しかし実際はいつも寂しい思いをしていただけの少女であり、GBA版同様、アマクサに利用されていただけに過ぎなかった。囚われた将軍とは遊び友達となっており、エピローグでは江戸城で将軍と一緒にクラッシュギアで遊んでいた。そのため、将軍やゴエモンに対する恋心はない。
アマクサ
漫画オリジナルキャラクター。GBA版におけるトキサダに相当する人物。キヨ姫の忠臣として振る舞っていたが、実際は彼女を利用していた黒幕である。ゴエモンと同様に幼少期に妖魔を宿しており、その力で人々を守ろうとしていたが、逆に恐れられてしまったという過去がある。そのため人類に絶望し、滅ぼそうとして暗躍していた。コジロウ、ムサシ、キヨヒメらが妖魔を宿したのはアマクサによるもので、人の弱い心に妖魔が憑依することで強化される事を確かめる実験を行っていた。ゴエモンに対しては自分同様に先天的に妖魔を宿していたことで興味を持っていたが、ゴエモンが自分と異なり人に絶望しない事を悟って殺害を決意する。
エビスを誘拐して妖魔化させ、それと合体することで妖魔形態に変身する。エビスの内面にある「皆に守られているだけの自分が大嫌い」というコンプレックスを力に変えてゴエモンたちを圧倒するが、ゴエモンが「エビスの心は強い」と自分を認めていた事を知ったエビスが妖魔を振り払ったことで弱体化し、ゴエモンに敗れる。そして最後はゴエモンに認められたことで救いを得て、自身を犠牲にして彼らの命を救った。

## 関連作品
2005年に発売されたニンテンドーDS用ソフト『がんばれゴエモン 東海道中 大江戸天狗り返しの巻』では、本作における新世代ゴエモンの姿をしたキャラクターが「ゴエモンの偽者」として登場する。また、隠し要素によりキャラクターチェンジ時に新世代ゴエモンの姿になることができる。